# Italo Foschi

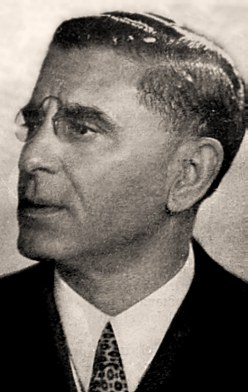

Italo Celestino Foschi, foi dirigente de três equipes de futebol e político, durante o fascismo. Foi, também, presidente da sociedade romana Società Sportiva Fortitudo Pro Roma, nos anos 1920. Em julho de 1927, promoveu a reunião que deu um único nome às várias equipes da capital, que, por vários motivos, se mostravam incapazes de chegar ao título italiano. Em sua casa em Nomentano foi ratificado o acordo, que fundia à Pro Roma a Alba Audace e a Roman Football Club, o que gerou a criação da Associazione Sportiva Roma. Morreu, alguns anos mais tarde, de infarto, ao saber que a sua Roma havia perdido uma partida.